# Toshio Hosokawa
Toshio Hosokawa (jap. 細川 俊夫 Hosokawa Toshio; ur. 23 października 1955 w Hiroszimie) – japoński kompozytor.
Kompozycję studiował pod kierunkiem Isanga Yuna, Klausa Hubera i Briana Ferneyhougha. Jest laureatem wielu prestiżowych nagród, był wielokrotnie zapraszany do współpracy jako kompozytor-rezydent (m.in. przez Tokijską Orkiestrę Symfoniczną – 1998 czy Deutsches Symphonie-Orchester Berlin w Berlinie – 2006/2007). W latach 1989–1998 pełnił funkcję dyrektora artystycznego Międzynarodowego Seminarium i Festiwalu Muzyki Współczesnej Akiyoshidai (Akiyoshidai's Summer Contemporary Music Festival) w prefekturze Yamaguchi, od roku 2001 kieruje międzynarodowym Festiwalem Muzycznym Takefu (Takefu International Music Festival) w prefekturze Fukui. Jest członkiem Akademie der Künste w Berlinie. Z powodzeniem wykłada na Międzynarodowych Letnich Kursach Nowej Muzyki w Darmstadt i Centre Acanthes we Francji. W Polsce Hosokawa gościł w roku 2005 na Festiwalu Muzyki Współczesnej Warszawska Jesień, gdzie wykonano cztery jego utwory, odbyło się także spotkanie z kompozytorem.
Jest twórcą niezwykle wszechstronnym i płodnym, autorem utworów solowych, kameralnych, orkiestrowych, a także wielkich form wokalno-instrumentalnych (requiem „Voiceless Voice in Hiroshima”, opera „Hanjo”) chętnie wykorzystuje tradycyjne instrumenty japońskie. Głównymi inspiracjami Hosokawy są natura, przyroda, poezja. W szeregu utworów na instrument solowy i orkiestrę, partia solisty symbolizuje człowieka, a partia orkiestry symbolizuje wszechświat go otaczający.

## Wybrane kompozycje
- Ferne-Landschaft I na orkiestrę (1987)
- Dawn na orkiestrę (1989)
- Landscape I na kwartet smyczkowy (1992)
- Landscape III na skrzypce i orkiestrę (1993)
- In die Tiefe der Zeit na wiolonczelę, akordeon i instrumenty smyczkowe (1994)
- Memory of the Sea na orkiestrę (1998–1999)
- Garden at First Light na zespół gagaku (2003)